# Afrarchaea lawrencei
Afrarchaea lawrencei är en spindelart som beskrevs av Leon N. Lotz 1996. Afrarchaea lawrencei ingår i släktet Afrarchaea och familjen Archaeidae. Inga underarter finns listade i Catalogue of Life.